# Гнат (ім'я)
Гнат (від латинського слова ignis — «вогонь») — українське чоловіче ім'я. 

## Форми
- Розмовні та зменшувальні форми: Гнатко, Гнатусь, Гнатик, Гнатонько, Гнаточко.
- Прізвища, що походять від імені Гнат: Гнатюк, Гнатишин, Гнатишак, Гнатовський, Гнатик, Гнат, Гнатів, Гнатюк, Гнатенко, Гнатченко, Гнатевич.
- Топоніми, що походять від імені Гнат: Гнатків, Гнатівці, Гнатівка, Гнатки, Гнатковичі, Ґнатово, Ґнати, Гнатася.

## Особи
- Гнат Височан — український шляхтич, один з ватажків козацько-селянського руху в Галичині у 20—30-х pp. XVII століття, осадчий, батько козацького полковника Семена Височана.
- Гнат Ґалаґан — український військовий і політичний діяч. Представник козацької старшини з роду Ґалаґанів. Полковник чигиринський (1709—1714) та прилуцький (1714—1739).
- Гнат Юра — український театральний режисер, актор театру та кіно.